# (34043) 2000 OS31
2000 OS31 (asteroide 34043) é um asteroide da cintura principal. Possui uma excentricidade de 0.14655240 e uma inclinação de 13.09615º.
Este asteroide foi descoberto no dia 30 de julho de 2000 por LINEAR em Socorro.